# Jake Thomas

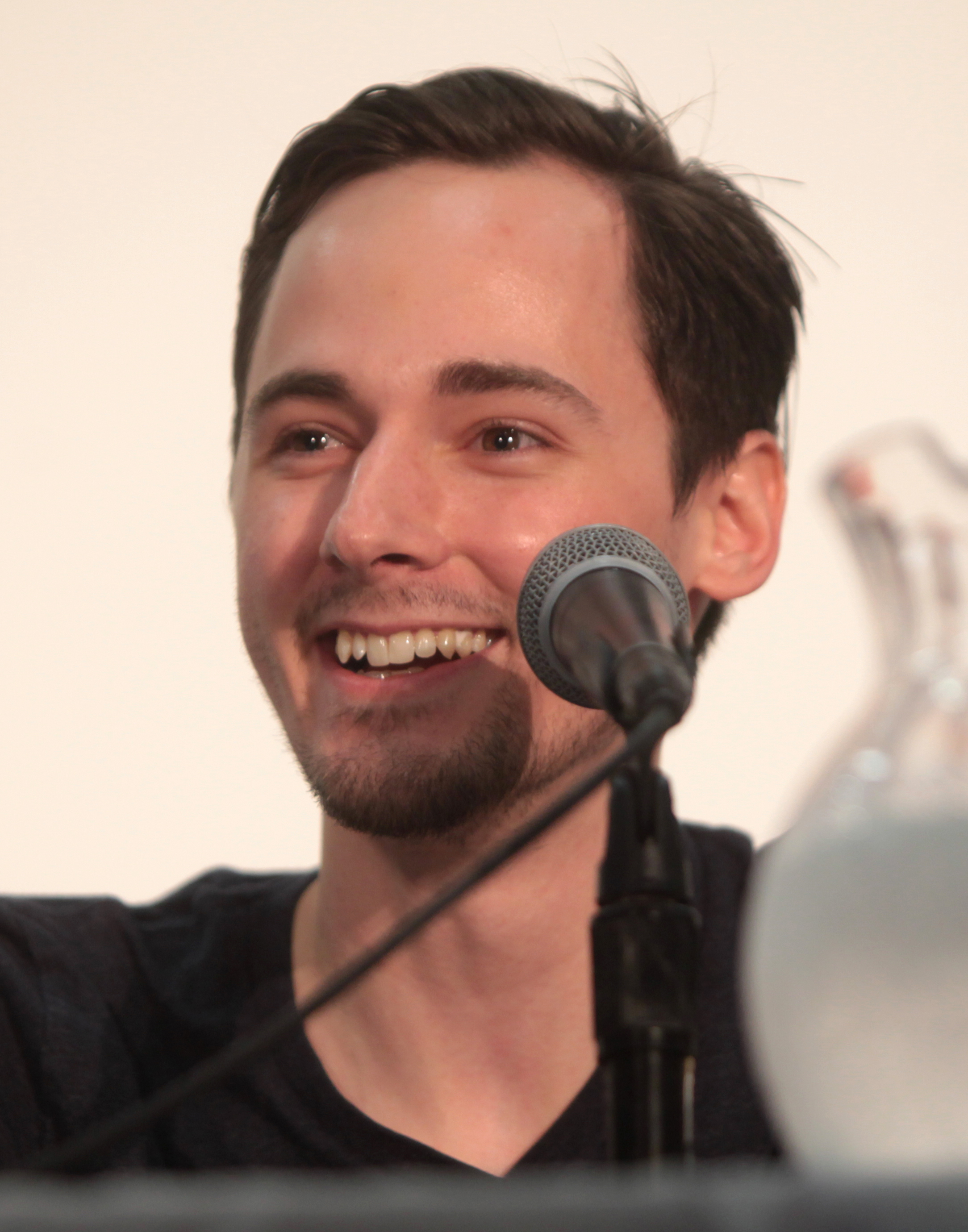
Jake Thomas (2014)

Jake Thomas, född 30 januari 1990 i Knoxville, Tennessee, är en amerikansk skådespelare, känd för sin roll som Matt McGuire i tv-serien Lizzie McGuire.

## Filmografi
- 2000 – The Cell
- 2001 – A.I. – Artificiell Intelligens
- 2001 – 2004 - Lizzie McGuire (TV-serie) (65 avsnitt)
- 2003 – Mitt liv som popstjärna
- 2003 – Christmas Vacation 2: Cousin Eddie's Island Adventure
- 2004 – Kimble: Fotbollshunden
- 2004 – DinoCroc
- 2006 – Monster Night
- 2008 – Aces 'N' Eights
- 2010 – Locked Away
- 2011 – Betrayed at 17
- 2015 – Romantically Speaking